# Men in Trees/Episodenliste
Diese Episodenliste enthält alle Episoden der US-amerikanischen Fernsehserie Men in Trees, sortiert nach der US-amerikanischen Erstausstrahlung. Zwischen 2006 und 2008 entstanden in zwei Staffeln 36 Episoden mit einer Länge von jeweils etwa 42 Minuten.

## Übersicht
| Staffel | Episodenanzahl | Erstausstrahlung USA | Erstausstrahlung USA | Deutschsprachige Erstausstrahlung | Deutschsprachige Erstausstrahlung |
| Staffel | Episodenanzahl | Staffelpremiere      | Staffelfinale        | Staffelpremiere                   | Staffelfinale                     |
| ------- | -------------- | -------------------- | -------------------- | --------------------------------- | --------------------------------- |
| 1       | 17             | 12. September 2006   | 15. Februar 2007     | 3. Dezember 2007                  | 19. Mai 2008                      |
| 2       | 19             | 12. Oktober 2007     | 11. Juni 2008        | 26. Mai 2008                      | 10. November 2008                 |

## Staffel 1
Die Erstausstrahlung der ersten Staffel war vom 12. September 2006 bis zum 15. Februar 2007 auf dem US-amerikanischen Fernsehsender ABC zu sehen. Die deutschsprachige Erstausstrahlung sendete der Schweizer Fernsehsender SF zwei vom 3. Dezember 2007 bis zum 19. Mai 2008.
| Nr. (ges.) | Nr. (St.) | Deutscher Titel          | Originaltitel            | Erstausstrahlung USA | Deutschsprachige Erstausstrahlung (CH) | Regie           | Drehbuch                  |
| ---------- | --------- | ------------------------ | ------------------------ | -------------------- | -------------------------------------- | --------------- | ------------------------- |
| 1          | 1         | Eiskalt erwischt         | Pilot                    | 12. Sep. 2006        | 3. Dez. 2007                           | James Mangold   | Jenny Bicks               |
| 2          | 2         | Der Morgen danach        | Power Shift              | 15. Sep. 2006        | 10. Dez. 2007                          | Allison Anders  | Jenny Bicks               |
| 3          | 3         | Das stinkt zum Himmel    | For What It’s Worth      | 22. Sep. 2006        | 17. Dez. 2007                          | Rick Wallace    | Chris Dingess             |
| 4          | 4         | Auf die Größe kommt’s an | Sink or Swim             | 29. Sep. 2006        | 31. Dez. 2007                          | Gail Mancuso    | Anna Fricke               |
| 5          | 5         | Heiße Brise              | Talk for Tat             | 6. Okt. 2006         | 7. Jan. 2008                           | Joanna Kerns    | Cara DiPaolo              |
| 6          | 6         | Mitten ins Herz          | The Caribou in the Room  | 13. Okt. 2006        | 14. Jan. 2008                          | Rick Wallace    | Tim Davis                 |
| 7          | 7         | Sieben Minuten im Himmel | Ladies Frist             | 20. Okt. 2006        | 21. Jan. 2008                          | Tamra Davis     | Cindy Chupack             |
| 8          | 8         | Die Erde bebt            | The Buddy System         | 27. Okt. 2006        | 28. Jan. 2008                          | Matt Shakman    | Chris Dingess             |
| 9          | 9         | Ein echter Kerl          | The Menaissance          | 10. Nov. 2006        | 4. Feb. 2008                           | Rick Wallace    | Padma Atluri              |
| 10         | 10        | Heimweh                  | New York Fiction: Part 1 | 30. Nov. 2006        | 11. Feb. 2008                          | Arvin Brown     | Jenny Bicks               |
| 11         | 11        | Alte Liebe               | New York Fiction: Part 2 | 7. Dez. 2006         | 18. Feb. 2008                          | Jeff Melman     | Jenny Bicks & Anna Fricke |
| 12         | 12        | Liebes-Chaos             | The Darkest Day          | 11. Jan. 2007        | 25. Feb. 2008                          | Rick Wallace    | Cara DiPaolo              |
| 13         | 13        | Flohmarkt                | History Lessons          | 18. Jan. 2007        | 3. März 2008                           | Wendey Stanzler | Bruce Miller              |
| 14         | 14        | Tapetenwechsel           | Bed, Bat & Beyond        | 25. Jan. 2007        | 10. März 2008                          | Matthew Diamond | Tim Davis                 |
| 15         | 15        | Männersorgen             | Take It Like a Man       | 1. Feb. 2007         | 17. März 2008                          | Dean White      | Chris Dingess             |
| 16         | 16        | Die Babyparty            | Nice Girls Finish Frist  | 8. Feb. 2007         | 5. Mai 2008                            | Jeff Melman     | Anna Fricke               |
| 17         | 17        | Trinkfest                | The Indecent Proposal    | 15. Feb. 2007        | 19. Mai 2008                           | Sanaa Hamri     | Jenny Bicks               |

## Staffel 2
Die Erstausstrahlung der zweiten Staffel war vom 12. Oktober 2007 bis zum 11. Juni 2008 auf dem US-amerikanischen Fernsehsender ABC zu sehen. Die deutschsprachige Erstausstrahlung sendete der Schweizer Fernsehsender SF zwei vom 26. Mai bis zum 10. November 2008.
| Nr. (ges.) | Nr. (St.) | Deutscher Titel        | Originaltitel                      | Erstausstrahlung USA | Deutschsprachige Erstausstrahlung (CH) | Regie            | Drehbuch                                                        |
| ---------- | --------- | ---------------------- | ---------------------------------- | -------------------- | -------------------------------------- | ---------------- | --------------------------------------------------------------- |
| 18         | 1         | Steinzeit              | A Tree Goes in Elmo                | 12. Okt. 2007        | 26. Mai 2008                           | Robert Berlinger | Jenny Bicks                                                     |
| 19         | 2         | Die Nacht im Freien    | Chemical Reactions                 | 19. Okt. 2007        | 2. Juni 2008                           | Seith Mann       | Padma Atluri                                                    |
| 20         | 3         | Eisbrecher             | No Man Is an Iceland               | 26. Okt. 2007        | 23. Juni 2008                          | Rick Wallace     | Anna Fricke & Tim Davis                                         |
| 21         | 4         | Schlammschlacht        | I Wood If I Could                  | 2. Nov. 2007         | 30. Juni 2008                          | Joanna Kerns     | Chris Dingess & Cara DiPaolo                                    |
| 22         | 5         | Die mit dem Wolf tanzt | The Girl Who Cried Wolf: Part 1    | 9. Nov. 2007         | 7. Juli 2008                           | Rick Wallace     | Cindy Chupack & Anna Fricke Idee: Jenny Bicks & John Mankiewicz |
| 23         | 6         | Vom Blitz getroffen    | Nice Day for a Dry Wedding: Part 2 | 16. Nov. 2007        | 14. Juli 2008                          | Jeff Melman      | Jenny Bicks Idee: Jenny Bicks & Chris Dingess                   |
| 24         | 7         | Sturmwarnung           | Sea Change                         | 23. Nov. 2007        | 21. Juli 2008                          | Jeff Melman      | Anna Fricke                                                     |
| 25         | 8         | Seenot                 | Sweatering It Out                  | 7. Dez. 2007         | 28. Juli 2008                          | Dean White       | Chris Dingess                                                   |
| 26         | 9         | Cash für Cash          | Charity Case                       | 27. Feb. 2008        | 4. Aug. 2008                           | Robert Berlinger | David S. Rosenthal                                              |
| 27         | 10        | Die Rückkehr           | Sonata in Three Parts              | 5. März 2008         | 25. Aug. 2008                          | Joanna Kerns     | Cara DiPaolo                                                    |
| 28         | 11        | Donnerwetter           | Home Seized Home                   | 12. März 2008        | 1. Sep. 2008                           | Dean White       | Jennie Snyder                                                   |
| 29         | 12        | Zelle für zwei         | Read Between the Minds             | 19. März 2008        | 15. Sep. 2008                          | Tom Verica       | Padma Atluri                                                    |
| 30         | 13        | Spendierlaune          | A Tale of Two Kidneys              | 26. März 2008        | 29. Sep. 2008                          | Robert Berlinger | Michael Kramer                                                  |
| 31         | 14        | Das Landei             | Get a Life                         | 2. Apr. 2008         | 6. Okt. 2008                           | Joanna Kerns     | Anna Fricke                                                     |
| 32         | 15        | Liebesbeweis           | Wander/Lust                        | 16. Apr. 2008        | 13. Okt. 2008                          | John Badham      | Jenny Bicks                                                     |
| 33         | 16        | Überraschungsgäste     | Kiss and Don’t Tell                | 23. Apr. 2008        | 20. Okt. 2008                          | Sandy Smolan     | Chris Dingess                                                   |
| 34         | 17        | Tierische Talente      | New Dogs, Old Tricks               | 28. Mai 2008         | 27. Okt. 2008                          | Wendey Stanzler  | Jennie Snyder                                                   |
| 35         | 18        | Gewissensbisse         | Surprise, Surprise                 | 4. Juni 2008         | 3. Nov. 2008                           | Jeff Melman      | Cara DiPaolo                                                    |
| 36         | 19        | Geld oder Liebe        | Taking the Lead                    | 11. Juni 2008        | 10. Nov. 2008                          | Robert Berlinger | Jennifer Shaklan                                                |